# داء الأسطوانيات (إنسان)
داء الأسطوانيات الشعرية (بالإنجليزية: Strongyloidiasis)‏ هو مرض طفيلي يصيب الإنسان تسببه الاسطوانيات البرازية. أسطوانيات أخرى مثل الأسطوانية فيلبورني (S. fülleborni) التي تصيب الشمبانزي البابون قد تنتج عدوى محدودة للبشر.